# Yingfloden
Yingfloden eller Ying He (颖河) är en flod i Kina. Det ligger i den östra delen av landet, 800 km söder om huvudstaden Peking. I Zhoukou i Henan ansluter Shafloden som biflod och i Fuyang i Anhui ansluter även Quanfloden.